# MDAX/Zusammensetzungshistorie
Verglichen mit dem DAX ändert sich die Zusammensetzung des MDAX häufiger, von den 70 Gründungsmitgliedern ist lediglich die GEA Group durchgängig, wenn auch nicht die gesamte Zeit vollständig im MDAX vertreten (vgl. zur Geschichte der GEA die Ausführungen beim MDAX).

## Gründungsmitglieder
Bei der Einführung des HDAX am 11. April 1994 wurden folgende Werte Bestandteil des MDAX. Die mit (*) gekennzeichneten Gründungsmitglieder sind aktuell (Stand: März 2024) im MDAX vertreten, keines davon aber durchgängig seit 1994, dazu die mit * markierte GEA (s. o.).
- AEG
- AGIV
- Altana
- Aachener und Münchener
- Asko Deutsche Kaufhaus AG
- AVA
- Bankgesellschaft Berlin
- Barmag
- Beiersdorf
- Bewag
- BHF-Bank
- Bilfinger + Berger (* als Bilfinger)
- Brau und Brunnen
- Bremer Vulkan
- Buderus
- CKAG Colonia
- Computer 2000
- DBV-Winterthur
- DEPFA Deutsche Pfandbriefbank
- Deutz AG
- Didier-Werke
- DLW
- Douglas Holding
- Dr. Ing. h.c. F. Porsche AG
- DSL Holding
- Dürr AG
- Escada
- FAG Kugelfischer
- Felten & Guilleaume
- Fresenius
- Friedrich Grohe
- Friedrich Krupp AG Hoesch-Krupp
- GEA *
- GEHE
- Gerresheimer Glas (* als Gerresheimer)
- Heidelberger Zement
- Herlitz
- Hochtief (*)
- Hornbach Holding
- Horten AG
- IKB Deutsche Industriebank
- IVG Immobilien
- IWKA
- Jungheinrich (*)
- Kampa-Haus
- Klöckner-Werke
- Kolbenschmidt
- Krones AG
- KSB
- Leifheit AG
- Linotype-Hell
- Moksel
- Otto Reichelt
- Philipp Holzmann
- PWA
- Rheinelektra
- Rheinmetall
- Salamander
- SAP
- Schmalbach-Lubeca
- SPAR
- STRABAG
- Südzucker
- VARTA
- VEW
- Villeroy & Boch
- Volksfürsorge
- Wayss & Freytag
- Wella
- Weru

## Änderungen der Zusammensetzung
Ausgehend von dieser anfänglichen Zusammensetzung wurden folgende Veränderungen vorgenommen:
| Datum              | Ausgeschiedene Unternehmen           | Aufgenommene Unternehmen             |
| ------------------ | ------------------------------------ | ------------------------------------ |
| 19. September 1994 | Computer 2000                        | Dyckerhoff                           |
| 19. September 1994 | Leifheit                             | Hornbach Baumarkt                    |
| 19. September 1994 | Moksel                               | Münchener Rück                       |
| 19. September 1994 | Villeroy & Boch                      | Victoria                             |
| 18. September 1995 | Didier-Werke                         | SKW Trostberg                        |
| 18. September 1995 | DSL Holding                          | Rütgers                              |
| 18. September 1995 | Otto Reichelt                        | plettac                              |
| 18. September 1995 | Wayss & Freytag                      | Fielmann                             |
| 18. September 1995 | SAP DAX                              | Deutsche Babcock DAX                 |
| 18. März 1996      | AEG                                  | adidas                               |
| 18. März 1996      | asko                                 | Merck KGaA                           |
| 18. März 1996      | Barmag                               | SGL Carbon                           |
| 18. März 1996      | Horten                               | Schwarz Pharma                       |
| 23. September 1996 | Bremer Vulkan                        | Continental AG DAX                   |
| 23. September 1996 | DLW                                  | Puma                                 |
| 23. September 1996 | Linotype-Hell                        | Rhön-Klinikum                        |
| 23. September 1996 | Münchener Rück DAX                   | Tarkett                              |
| 18. November 1996  | Hornbach Baumarkt                    | Metallgesellschaft DAX               |
| 24. März 1997      | Rütgers                              | Kiekert                              |
| 24. März 1997      | Salamander                           | Hannover Rück                        |
| 24. März 1997      | VEW                                  | MLP AG                               |
| 24. März 1997      | Weru                                 | Fresenius Medical Care               |
| 14. April 1997     | Rheinelektra                         | Lahmeyer (Fusion)                    |
| 22. September 1997 | Strabag                              | BHW Holding                          |
| 22. September 1997 | Volksfürsorge                        | Vossloh                              |
| 23. März 1998      | PWA                                  | Pro Sieben Media AG                  |
| 23. März 1998      | Felten & Guilleaume                  | Phoenix AG                           |
| 19. Juni 1998      | Adidas-Salomon DAX                   | Heidelberger Druckmaschinen          |
| 21. September 1998 | Herlitz                              | Kali und Salz                        |
| 21. September 1998 | Hornbach Holding                     | Sixt                                 |
| 21. September 1998 | Kampa-Haus                           | WCM                                  |
| 21. Dezember 1998  | Friedrich Krupp AG Hoesch-Krupp      | Jenoptik                             |
| 22. März 1999      | Plettac                              | Gold-Zack                            |
| 22. März 1999      | Lahmeyer                             | Hugo Boss                            |
| 20. September 1999 | Fresenius Medical Care DAX           | Kamps                                |
| 20. September 1999 | GEA                                  | Software AG                          |
| 20. Dezember 1999  | BHF-Bank                             | Stinnes AG                           |
| 20. Dezember 1999  | Friedrich Grohe                      | Beate Uhse AG SDAX                   |
| 20. März 2000      | AXA Colonia                          | Baader Wertpapierhandelsbank SDAX    |
| 20. März 2000      | Brau + Brunnen SDAX                  | Celanese                             |
| 20. März 2000      | DBV-Winterthur                       | GfK                                  |
| 20. März 2000      | VARTA                                | VCL Film + Medien SDAX               |
| 18. September 2000 | Gerresheimer Glas                    | Techem                               |
| 18. September 2000 | Kiekert                              | tecis Holding SDAX                   |
| 18. September 2000 | Schmalbach-Lubeca                    | Wedeco SDAX                          |
| 18. Dezember 2000  | SKW Trostberg                        | Cargolifter AG                       |
| 19. März 2001      | Klöckner-Werke                       | AWD Holding                          |
| 19. März 2001      | KSB                                  | Karstadt Quelle DAX                  |
| 19. März 2001      | Tarkett Sommer SDAX                  | Norddeutsche Affinerie SDAX          |
| 18. Juni 2001      | Philipp Holzmann SDAX                | Deutsche Börse                       |
| 23. Juli 2001      | MLP DAX                              | Stada Arzneimittel                   |
| 30. Juli 2001      | ERGO Versicherungsgruppe             | Koenig & Bauer                       |
| 24. September 2001 | Dr. Ing. h.c. F. Porsche AG          | BERU SDAX                            |
| 24. September 2001 | SPAR                                 | Fraport                              |
| 24. September 2001 | VCL Film + Medien SDAX               | Salzgitter AG SDAX                   |
| 27. Dezember 2001  | Bankgesellschaft Berlin              | Gildemeister SDAX                    |
| 27. Dezember 2001  | BEWAG                                | Loewe SDAX                           |
| 27. Dezember 2001  | FAG Kugelfischer                     | Zapf Creation SDAX                   |
| 18. März 2002      | Baader Wertpapierhandelsbank SDAX    | DIS Deutscher Industrie Service SDAX |
| 18. März 2002      | Deutz                                | Gerry Weber SDAX                     |
| 18. März 2002      | DEPFA Deutsche Pfandbriefbank        | Indus Holding SDAX                   |
| 25. Juli 2002      | tecis Holding                        | LEONI SDAX                           |
| 29. Juli 2002      | Kamps                                | Drägerwerk                           |
| 23. September 2002 | Altana DAX                           | Degussa DAX                          |
| 23. September 2002 | Babcock Borsig                       | Aareal Bank                          |
| 23. September 2002 | Cargolifter                          | Klöckner-Werke                       |
| 23. September 2002 | Gold-Zack                            | Mannheimer AG Holding SDAX           |
| 3. Oktober 2002    | Stinnes                              | Hornbach Holding SDAX                |
| 23. Dezember 2002  | Deutsche Börse DAX                   | Epcos                                |
| 24. März 2003      | AGIV SDAX                            | DEPFA Deutsche Pfandbriefbank        |
| 24. März 2003      | AVA SDAX                             | EADS                                 |
| 24. März 2003      | Beate Uhse SDAX                      | Medion                               |
| 24. März 2003      | BHW Holding SDAX                     | Teleplan                             |
| 24. März 2003      | DIS Deutscher Industrie Service SDAX | Thiel Logistik                       |
| 24. März 2003      | Drägerwerk                           |                                      |
| 24. März 2003      | Dürr SDAX                            |                                      |
| 24. März 2003      | Epcos                                |                                      |
| 24. März 2003      | Escada SDAX                          |                                      |
| 24. März 2003      | Fielmann SDAX                        |                                      |
| 24. März 2003      | Gerry Weber SDAX                     |                                      |
| 24. März 2003      | GfK SDAX                             |                                      |
| 24. März 2003      | Gildemeister SDAX                    |                                      |
| 24. März 2003      | Hornbach Holding SDAX                |                                      |
| 24. März 2003      | Indus Holding SDAX                   |                                      |
| 24. März 2003      | Jenoptik                             |                                      |
| 24. März 2003      | Jungheinrich SDAX                    |                                      |
| 24. März 2003      | Klöckner-Werke SDAX                  |                                      |
| 24. März 2003      | Kolbenschmidt SDAX                   |                                      |
| 24. März 2003      | Loewe SDAX                           |                                      |
| 24. März 2003      | Mannheimer AG Holding SDAX           |                                      |
| 24. März 2003      | Phoenix SDAX                         |                                      |
| 24. März 2003      | Sixt SDAX                            |                                      |
| 24. März 2003      | Software AG                          |                                      |
| 24. März 2003      | Wedeco                               |                                      |
| 14. Juli 2003      | Buderus                              | Fielmann SDAX                        |
| 22. September 2003 | Continental DAX                      | MLP DAX                              |
| 22. September 2003 | Teleplan SDAX                        | Comdirect Bank SDAX                  |
| 22. März 2004      | Dyckerhoff SDAX                      | Hypo Real Estate                     |
| 21. Juni 2004      | Celanese                             | MPC Capital                          |
| 20. September 2004 | Koenig & Bauer SDAX                  | Deutsche EuroShop SDAX               |
| 20. September 2004 | Wella                                | Deutsche Postbank                    |
| 20. September 2004 | Zapf Creation SDAX                   | Wincor Nixdorf                       |
| 21. März 2005      | Comdirect Bank SDAX                  | Pfleiderer SDAX                      |
| 20. Juni 2005      | Thiel Logistik SDAX                  | Lanxess                              |
| 20. Juni 2005      | WCM SDAX                             | Premiere AG                          |
| 19. September 2005 | Beru SDAX                            | MTU Aero Engines                     |
| 19. Dezember 2005  | Hypo Real Estate DAX                 | Bayerische Hypo- und Vereinsbank DAX |
| 1. März 2006       | Degussa                              | Vivacon SDAX                         |
| 20. März 2006      | Medion SDAX                          | Praktiker SDAX                       |
| 19. Juni 2006      | MPC Capital SDAX                     | Wacker Chemie                        |
| 18. September 2006 | Deutsche Postbank DAX                | Patrizia Immobilien SDAX             |
| 18. September 2006 | Vivacon SDAX                         | Deutz SDAX                           |
| 18. Dezember 2006  | Fielmann SDAX                        | Gagfah                               |
| 29. Januar 2007    | Bayerische Hypo- und Vereinsbank     | Klöckner & Co SDAX                   |
| 19. März 2007      | Schwarz Pharma SDAX                  | Symrise                              |
| 18. Juni 2007      | Merck KGaA DAX                       | Altana DAX                           |
| 24. September 2007 | Patrizia Immobilien SDAX             | Tognum                               |
| 1. Oktober 2007    | DEPFA Deutsche Pfandbriefbank        | Arques Industries SDAX               |
| 12. Dezember 2007  | Techem                               | Gildemeister SDAX                    |
| 25. März 2008      | AWD Holding                          | Hamburger Hafen und Logistik         |
| 25. März 2008      | IKB Deutsche Industriebank SDAX      | Demag Cranes SDAX                    |
| 23. Juni 2008      | Arques Industries SDAX               | Fuchs Petrolub SDAX                  |
| 22. September 2008 | K + S DAX                            | TUI AG                               |
| 22. September 2008 | Deutz SDAX                           | Bauer AG SDAX                        |
| 22. Dezember 2008  | Beiersdorf DAX                       | Continental DAX                      |
| 22. Dezember 2008  | Salzgitter DAX                       | Hypo Real Estate DAX                 |
| 22. Dezember 2008  | AMB Generali                         | Gerresheimer SDAX                    |
| 6. Januar 2009     | Altana                               | Fielmann SDAX                        |
| 23. März 2009      | Fresenius DAX                        | Deutsche Postbank DAX                |
| 23. März 2009      | Hannover Rück DAX                    | Rational AG SDAX                     |
| 23. März 2009      | Aareal Bank SDAX                     | ElringKlinger SDAX                   |
| 21. September 2009 | Arcandor                             | Hannover Rück DAX                    |
| 21. September 2009 | Hypo Real Estate SDAX                | Aareal Bank SDAX                     |
| 21. September 2009 | Kuka SDAX                            | BayWa SDAX                           |
| 21. Juni 2010      | HeidelbergCement DAX                 | Salzgitter DAX                       |
| 21. Juni 2010      | Pfleiderer SDAX                      | Kabel Deutschland                    |
| 21. Juni 2010      | MLP SDAX                             | Brenntag                             |
| 20. September 2010 | Bauer AG SDAX                        | Axel Springer SDAX                   |
| 8. Dezember 2010   | Deutsche Postbank                    | Deutsche Wohnen SDAX                 |
| 29. Juni 2011      | Tognum                               | Gerry Weber SDAX                     |
| 19. September 2011 | Praktiker SDAX                       | Deutz SDAX                           |
| 19. September 2011 | Demag Cranes                         | Kuka SDAX                            |
| 19. September 2011 | IVG Immobilien SDAX                  | GSW Immobilien SDAX                  |
| 19. März 2012      | Heidelberg Druck SDAX                | Dürr SDAX                            |
| 24. September 2012 | Deutz SDAX                           | Metro AG DAX                         |
| 24. September 2012 | Continental DAX                      | MAN DAX                              |
| 24. September 2012 | Lanxess DAX                          | TAG Immobilien SDAX                  |
| 12. Dezember 2012  | Douglas Holding                      | Talanx                               |
| 18. März 2013      | Vossloh SDAX                         | Norma Group SDAX                     |
| 24. Juni 2013      | Hamburger Hafen und Logistik SDAX    | LEG Immobilien                       |
| 23. September 2013 | BayWa SDAX                           | Osram                                |
| 23. September 2013 | Puma SDAX                            | Evonik                               |
| 23. September 2013 | SGL Carbon SDAX                      | RTL Group SDAX                       |
| 27. November 2013  | GSW Immobilien                       | SGL Carbon SDAX                      |
| 22. September 2014 | Rational SDAX                        | Deutsche Annington SDAX              |
| 22. September 2014 | SGL Carbon SDAX                      | Kion Group SDAX                      |
| 4. Dezember 2014   | Sky Deutschland                      | Jungheinrich SDAX                    |
| 24. Februar 2015   | Gagfah                               | Bertrandt AG SDAX                    |
| 1. April 2015      | TUI                                  | CTS Eventim SDAX                     |
| 22. Juni 2015      | Bertrandt SDAX                       | Zalando SDAX                         |
| 21. September 2015 | Vonovia DAX                          | Lanxess DAX                          |
| 21. September 2015 | Gerry Weber SDAX                     | Deutsche Pfandbriefbank              |
| 21. September 2015 | Celesio                              | Hella SDAX                           |
| 21. Dezember 2015  | MAN                                  | Covestro                             |
| 21. Dezember 2015  | Kabel Deutschland                    | Ströer Media SDAX                    |
| 21. März 2016      | Klöckner & Co SDAX                   | K + S DAX                            |
| 21. März 2016      | ElringKlinger SDAX                   | Steinhoff International Holdings     |
| 21. März 2016      | ProSiebenSat.1 Media DAX             | Alstria office SDAX                  |
| 20. Juni 2016      | Wincor Nixdorf SDAX                  | Schaeffler AG SDAX                   |
| 11. August 2016    | Kuka                                 | Rational SDAX                        |
| 19. Dezember 2016  | DMG Mori SDAX                        | Innogy                               |
| 19. Dezember 2016  | Rhön-Klinikum SDAX                   | Uniper                               |
| 18. September 2017 | Bilfinger SDAX                       | Metro                                |
| 18. September 2017 | Rational SDAX                        | Grand City Properties SDAX           |
| 19. März 2018      | Covestro DAX                         | Aroundtown SDAX                      |
| 19. März 2018      | Steinhoff SDAX                       | ProSiebenSat.1 Media DAX             |
| 19. März 2018      | Südzucker SDAX                       | Rocket Internet SDAX                 |
| 18. Juni 2018      | Alstria Office SDAX                  | Delivery Hero SDAX                   |
| 18. Juni 2018      | Stada                                | Puma SDAX                            |
| 18. Juni 2018      | Krones SDAX                          | Scout24 AG SDAX                      |
| 24. September 2018 | Ceconomy SDAX                        | 1&1 Drillisch AG                     |
| 24. September 2018 | Leoni SDAX                           | Alstria Office                       |
| 24. September 2018 | Ströer Media SDAX                    | Bechtle AG                           |
| 24. September 2018 | Jungheinrich SDAX                    | Commerzbank DAX                      |
| 24. September 2018 | Talanx SDAX                          | Evotec                               |
| 24. September 2018 | Freenet AG                           |                                      |
| 24. September 2018 | MorphoSys                            |                                      |
| 24. September 2018 | Nemetschek SE                        |                                      |
| 24. September 2018 | Qiagen                               |                                      |
| 24. September 2018 | Sartorius                            |                                      |
| 24. September 2018 | Siemens Healthineers                 |                                      |
| 24. September 2018 | Siltronic                            |                                      |
| 24. September 2018 | Software AG                          |                                      |
| 24. September 2018 | Telefónica Deutschland Holding AG    |                                      |
| 24. September 2018 | United Internet                      |                                      |
| 27. Dezember 2018  | CTS Eventim SDAX                     | Carl Zeiss Meditec                   |
| 18. März 2019      | Salzgitter SDAX                      | Dialog Semiconductor SDAX            |
| 18. März 2019      | Schaeffler SDAX                      | Knorr-Bremse SDAX                    |
| 24. Juni 2019      | Wacker Chemie SDAX                   | Grenke AG SDAX                       |
| 29. August 2019    | Axel Springer                        | Cancom SDAX                          |
| 16. September 2019 | Innogy                               | CTS Eventim SDAX                     |
| 23. September 2019 | Deutsche EuroShop SDAX               | CompuGroup Medical SDAX              |
| 23. September 2019 | Norma Group SDAX                     | Rational SDAX                        |
| 23. September 2019 | MTU Aero Engines DAX                 | Thyssenkrupp DAX                     |
| 23. Dezember 2019  | 1&1 Drillisch SDAX                   | Teamviewer                           |
| 23. Dezember 2019  | Fielmann SDAX                        | Varta SDAX                           |
| 23. März 2020      | Dialog Semiconductor                 | HelloFresh SDAX                      |
| 22. Juni 2020      | Deutsche Pfandbriefbank SDAX         | Deutsche Lufthansa DAX               |
| 22. Juni 2020      | Deutsche Wohnen DAX                  | Ströer Media SDAX                    |
| 24. August 2020    | Delivery Hero DAX                    | Aixtron SDAX                         |
| 21. September 2020 | Rocket Internet SDAX                 | Shop Apotheke Europe SDAX            |
| 21. September 2020 | RTL Group SDAX                       | Wacker Chemie SDAX                   |
| 21. Dezember 2020  | Grenke SDAX                          | Siemens Energy                       |
| 22. März 2021      | Siemens Energy DAX                   | Beiersdorf DAX                       |
| 22. März 2021      | Aareal Bank SDAX                     | Porsche Automobil Holding            |
| 22. März 2021      | Metro SDAX                           | Encavis SDAX                         |
| 22. März 2021      | Osram Licht SDAX                     | Nordex SDAX                          |
| 21. Juni 2021      | SiltronicSDAX                        | AUTO1 Group SDAX                     |
| 20. September 2021 | Airbus DAX                           |                                      |
| 20. September 2021 | Zalando DAX                          |                                      |
| 20. September 2021 | Siemens Healtineers DAX              |                                      |
| 20. September 2021 | HelloFresh DAX                       |                                      |
| 20. September 2021 | Symrise DAX                          |                                      |
| 20. September 2021 | Sartorius DAX                        |                                      |
| 20. September 2021 | Porsche Automobil Holding DAX        |                                      |
| 20. September 2021 | Brenntag DAX                         |                                      |
| 20. September 2021 | Puma DAX                             |                                      |
| 20. September 2021 | Qiagen DAX                           |                                      |
| 20. September 2021 | HochtiefSDAX                         | Vantage Towers SDAX                  |
| 20. September 2021 | EncavisSDAX                          | Befesa SDAX                          |
| 20. September 2021 | MorphosysSDAX                        | Zooplus SDAX                         |
| 20. September 2021 | NordexSDAX                           | Hypoport SDAX                        |
| 20. September 2021 | Shop Apotheke EuropeSDAX             | Jungheinrich SDAX                    |
| 29. Oktober 2021   | Beiersdorf DAX                       | Talanx SDAX                          |
| 20. Dezember 2021  | Zooplus                              | Deutsche Wohnen                      |
| 11. Februar 2022   | Alstria Office                       | Daimler Truck Holding                |
| 21. März 2022      | Daimler Truck Holding DAX            | Beiersdorf DAX                       |
| 21. März 2022      | Hannover Rück DAX                    | Siemens Energy DAX                   |
| 21. März 2022      | CompuGroup Medical SDAX              | RTL Group SDAX                       |
| 21. März 2022      | Hella SDAX                           | Sixt SDAX                            |
| 21. März 2022      | AUTO1 Group SDAX                     | Siltronic SDAX                       |
| 20. Juni 2022      | Beiersdorf DAX                       | Delivery Hero DAX                    |
| 20. Juni 2022      | Hypoport SDAX                        | Encavis SDAX                         |
| 19. September 2022 | Siemens Energy DAX                   | HelloFresh DAX                       |
| 19. September 2022 | Uniper SDAX                          | Adtran SDAX                          |
| 19. September 2022 | Grand City Properties SDAX           | Hella SDAX                           |
| 19. September 2022 | Cancom SDAX                          | Stabilus SDAX                        |
| 19. Dezember 2022  | Varta SDAX                           | Puma DAX                             |
| 19. Dezember 2022  | Deutsche Wohnen SDAX                 | Verbio SDAX                          |
| 27. Februar 2023   | Commerzbank DAX                      | Nordex SDAX                          |
| 20. März 2023      | Rheinmetall DAX                      | Fresenius Medical Care DAX           |
| 20. März 2023      | Verbio SDAX                          | Jenoptik SDAX                        |
| 20. März 2023      | Software AG SDAX                     | HensoldtSDAX                         |
| 9. Mai 2023        | Evotec                               | SMA Solar Technology SDAX            |
| 10. Mai 2023       | Vantage Towers                       | Hochtief SDAX                        |
| 19. Juni 2023      | Adtran SDAX                          | Evotec                               |
| 19. Juni 2023      | Aroundtown SDAX                      | Krones SDAX                          |
| 19. Juni 2023      | United Internet SDAX                 | Software AG SDAX                     |
| 19. Juni 2023      | Siltronic SDAX                       | Redcare Pharmacy SDAX                |
| 25. Juli 2023      | Software AG                          | Vitesco Technologies SDAX            |
| 18. September 2023 | Krones AG                            | United Internet SDAX                 |
| 18. Dezember 2023  | Befesa SDAX                          | Krones SDAX                          |
| 18. Dezember 2023  | Dürr SDAX                            | Siltronic SDAX                       |
| 18. Dezember 2023  | ProSiebenSat.1 Media SDAX            | Aroundtown SDAX                      |
| 25. Januar 2023    | Telefonica Deutschland Holding       | Befesa                               |
| 18. März 2024      | Rational                             | Bilfinger SDAX                       |
| 18. März 2024      | Vitesco Technologies SDAX            | Morphosys SDAX                       |
| 26. Juni 2024      | MorphoSys                            | Rational                             |
| 26. Juni 2024      | SMA Solar Technology SDAX            | TUI                                  |
| 26. Juni 2024      | SIXT                                 | Traton SDAX                          |
| 23. September 2024 | Encavis SDAX                         | Hypoport SDAX                        |
| 23. September 2024 | Evotec SDAX                          | Schott Pharma SDAX                   |
| 23. Dezember 2024  | Befesa SDAX                          | AUTO1 Group SDAX                     |
| 23. Dezember 2024  | Stabilus SDAX                        | Evotec SDAX                          |
| 27. Dezember 2024  | Fresenius Medical Care DAX           | Deutsche Wohnen SDAX                 |